# Superficie di Riemann
In matematica e in particolare in analisi complessa una superficie di Riemann, dal matematico Bernhard Riemann, è una varietà complessa unidimensionale. In altre parole, si tratta di una superficie, modellata però localmente con aperti del piano complesso {\displaystyle \mathbb {C} }. 

Superficie di Riemann per il logaritmo complesso. Tale funzione non è algebrica e per tanto non si richiude su se stessa, non consentendo, come nel caso invece di funzioni algebriche, di passare con continuità tra i vari piani girando sempre nello stesso verso (ad esempio orario).

Nonostante la superficie sia fatta localmente come un aperto di un piano, la sua
topologia globale può essere abbastanza differente. Per esempio, può avere l'aspetto di una sfera, di un toro o di una superficie di genere più alto.

## Definizione
Una superficie di Riemann {\displaystyle X} è una varietà topologica connessa, di Hausdorff, bidimensionale, a base numerabile, dotata di una struttura complessa. La struttura complessa è data dalla presenza di un atlante complesso: si tratta di un ricoprimento di {\displaystyle X} tramite aperti {\displaystyle \{U_{i}\}} e di omeomorfismi
{\displaystyle \phi _{i}:U_{i}\rightarrow V_{i}}
a valori in aperti {\displaystyle V_{i}} appartenenti al piano complesso {\displaystyle \mathbb {C} }, i cui "incollamenti" siano olomorfi. Si chiede cioè che, per ogni coppia {\displaystyle U_{i}} e {\displaystyle U_{j}} di aperti con intersezione non vuota, la funzione 
{\displaystyle t_{i,j}:\phi _{j}(U_{i}\cap U_{j})\to \phi _{i}(U_{i}\cap U_{j})}
{\displaystyle t_{i,j}(x)=\phi _{i}(\phi _{j}^{-1}(x))}
sia olomorfa.

## Esempi

### Esempi basilari

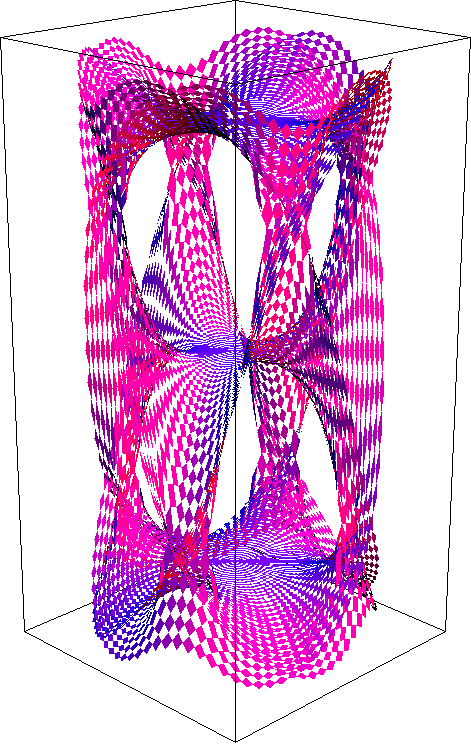
Superficie di Riemann per con d=5, dove è la funzione W di Lambert.

Ogni sottoinsieme aperto del piano complesso è una superficie di Riemann. 
La superficie di Riemann più semplice che non è sottoinsieme del piano complesso è la sfera di Riemann.

### Curve algebriche
Lo studio delle superfici di Riemann, iniziato nel XIX secolo, fu originariamente motivato dal fatto che una curva algebrica complessa che non presenta singolarità è una superficie di Riemann.
Una curva algebrica può essere definita ad esempio come luogo di zeri di un polinomio con due variabili (una curva in {\displaystyle \mathbb {C} ^{2}}), del tipo
{\displaystyle 3x^{2}-xy+y^{3}=0}
oppure di un polinomio omogeneo in 3 variabili (curva nel piano proiettivo complesso), del tipo
{\displaystyle x^{3}-2x^{2}y+iz^{3}.}
Il fatto che non presenti singolarità si traduce in questo caso nella condizione che le derivate parziali non siano mai contemporaneamente nulle.

### Quozienti
Se {\displaystyle G} è un gruppo di biolomorfismi di una superficie di Riemann {\displaystyle X}, che agisce in modo libero e propriamente discontinuo, lo spazio quoziente {\displaystyle Y} è una superficie di Riemann e la proiezione {\displaystyle X\to Y} è un rivestimento.
Ad esempio, {\displaystyle G} può essere un gruppo di traslazioni del piano complesso. Se {\displaystyle G} è il gruppo generato da una singola traslazione, lo spazio quoziente è omeomorfo ad una corona circolare aperta, se è generato da due traslazioni indipendenti, ad esempio
{\displaystyle T:z\to z+1,\quad U:z\to z+a}
dove {\displaystyle a} è un numero complesso non reale (ad esempio {\displaystyle a=i}), lo spazio quoziente è omeomorfo ad un toro. Benché la topologia non dipenda dalla scelta di {\displaystyle a} (è sempre un toro), la struttura complessa cambia però sensibilmente al variare di {\displaystyle a}.

## Proprietà

### Orientabilità
Una superficie di Riemann è orientabile. Quindi non può essere ad esempio una bottiglia di Klein o un nastro di Möbius. Questo perché le funzioni di transizione {\displaystyle t_{i,j}} sono olomorfe, e quindi hanno tutte Jacobiano positivo e preservano l'orientazione.

### Struttura conforme
Una superficie di Riemann è dotata di una struttura conforme: è presente cioè la nozione di angolo (fra due curve reali nella superficie che si intersecano in un punto), pur non essendo presente quella di distanza fra punti.

## Mappe

### Funzioni olomorfe
Come in altri ambiti della geometria, la categoria delle superfici di Riemann ha i suoi morfismi. Una funzione 
{\displaystyle f:X\to Y}
fra due superfici di Riemann è olomorfa se è tale letta su ogni carta. Più precisamente, se {\displaystyle \phi _{i}} è una carta per {\displaystyle X} e {\displaystyle \psi _{j}} è una carta per {\displaystyle Y}, la funzione {\displaystyle \psi _{j}\circ \ f\circ \phi _{i}^{-1}} è olomorfa nell'aperto in cui è definita.

### Biolomorfismi
Un biolomorfismo fra superfici di Riemann è una funzione olomorfa biiettiva. Teoremi generali di analisi complessa garantiscono che in questo caso anche la funzione inversa è olomorfa.
Il biolomorfismo gioca quindi il ruolo dell'isomorfismo nella categoria delle superfici di Riemann. Due superfici di Riemann sono "intrinsecamente differenti" quando non vi è un biolomorfismo fra queste. Due superfici di Riemann biolomorfe sono necessariamente omeomorfe, ma non è vero il contrario: i tori descritti sopra dipendenti da un parametro {\displaystyle a} forniscono al variare del parametro molti esempi di superfici omeomorfe ma non biolomorfe.

## Uniformizzazione e geometria
Il teorema di uniformizzazione di Riemann, dimostrato da Riemann nel XIX secolo, è un importante risultato che fornisce una descrizione completa della topologia delle superfici di Riemann, e una descrizione equivalente in termini di metrica e curvatura.
Il teorema asserisce che ogni superficie di Riemann connessa ammette una metrica riemanniana completa con curvatura costante 1, 0 oppure -1, che induce sulla superficie la stessa struttura conforme (cioè gli stessi angoli) della struttura complessa originaria. Una superficie con curvatura 1, 0 e -1 è detta rispettivamente ellittica, piatta e iperbolica. La suddivisione in superfici di questi tre tipi è molto netta ed è determinata dalla topologia della superficie: ad esempio, una superficie compatta è ellittica, piatta o iperbolica se la sua caratteristica di Eulero è rispettivamente positiva, nulla o negativa.

### Superfici semplicemente connesse
Esistono solo tre superfici di Riemann semplicemente connesse a meno di biolomorfismo. Queste sono il piano complesso {\displaystyle \mathbb {C} }, la sfera di Riemann {\displaystyle {\hat {\mathbb {C} }}=\mathbb {C} \cup \{\infty \}}  ed il disco aperto
{\displaystyle \Delta =\{z\in \mathbb {C} \ |\ |z|<1\}.}
Queste tre superfici non sono affettivamente biolomorfe: la sfera di Riemann non è neppure omeomorfa alle altre due superfici, mentre il piano ed il disco sono omeomorfi ma non biolomorfi. Un biolomorfismo dal piano sul disco infatti sarebbe una funzione olomorfa non costante con modulo limitato, e quindi contraddirebbe il teorema di Liouville.
La sfera ed il piano con le loro usuali metriche complete hanno curvatura 1 e 0. Il disco, con la usuale metrica piatta, non è però completo: ammette però una metrica completa e di curvatura -1; il disco con questa metrica è detto disco di Poincaré.

### Esistenza di strutture complesse
Ogni superficie orientabile astratta, cioè ogni varietà topologica di Hausdorff di dimensione 2, ammette almeno una struttura complessa. 

### Rivestimento universale
Il rivestimento universale di una superficie di Riemann {\displaystyle X} è una superficie di Riemann {\displaystyle Y} semplicemente connessa, ed è quindi la sfera, il piano oppure il disco. La superficie {\displaystyle X} è quindi ottenuta come spazio quoziente di {\displaystyle Y} tramite un gruppo {\displaystyle G} di biolomorfismi che agisce su {\displaystyle Y}  in modo libero (cioè ciascun biolomorfismo non ha punti fissi) e propriamente discontinuo.

#### Sfera
I biolomorfismi della sfera sono esattamente le trasformazioni di Möbius. Una trasformazione di Möbius ha sempre almeno un punto fisso, e quindi la sfera non ha quozienti.

#### Piano
I biolomorfismi del piano complesso sono le traslazioni. I gruppi di traslazioni che agiscono in modo propriamente discontinuo hanno uno o due generatori, sono isomorfi a {\displaystyle \mathbb {Z} } oppure {\displaystyle \mathbb {Z} +\mathbb {Z} }, e danno luogo rispettivamente ad una superficie di Riemann che è topologicamente una corona circolare oppure un toro. La struttura complessa dipende dal tipo di traslazioni (il toro ammette una infinità di strutture diverse, dipendenti in modo continuo dalle traslazioni scelte).
Le traslazioni sono anche isometrie rispetto alla metrica piatta del piano. Quindi la superficie quoziente ha anch'essa una metrica piatta, conforme con la struttura complessa iniziale.

#### Disco
Un gruppo di biolomorfismi del disco che agisce in modo libero e propriamente discontinuo è detto un gruppo fuchsiano. Esistono molti gruppi fuchsiani, ed il loro studio è un ramo importante della geometria moderna. Tramite i loro quozienti, si ottengono tutte le superfici compatte aventi caratteristica di Eulero negativa, cioè aventi genere maggiore di uno.
Come per il piano, ogni biolomorfismo del disco risulta essere una isometria per la metrica iperbolica, la metrica di Poincaré. Per questo anche la superficie quoziente ha una metrica iperbolica completa, conforme alla struttura complessa iniziale.

### Superfici di tipo finito
Una superficie di tipo finito è una superficie ottenuta topologicamente rimuovendo un numero finito {\displaystyle r} di punti da una superficie compatta. Topologicamente, una tale superficie è determinata da {\displaystyle r} e dal genere {\displaystyle g} della superficie compatta. 
Per le superfici di tipo finito è definita la caratteristica di Eulero. Questa è 
{\displaystyle \chi =2-2g-r.}
Escludendo il caso {\displaystyle (g,r)=(0,1)}, per quanto scritto sopra, una tale superficie è ellittica se {\displaystyle \chi >0}, piatta se {\displaystyle \chi =0} e iperbolica se {\displaystyle \chi <0}. Ad esempio, la superficie compatta di genere 2 e la sfera con 3 punti rimossi sono iperboliche (hanno rispettivamente {\displaystyle \chi =-2} e {\displaystyle \chi =-1}.